# Französische Rugby-Union-Meisterschaft 1913/14
Die Saison 1913/14 war die 23. Austragung der französischen Rugby-Union-Meisterschaft (französisch Championnat de France de rugby à XV). Sie umfasste 16 Mannschaften in der ersten Division (heutige Top 14).
Nach einer regionalen Qualifikationsrunde trafen die Mannschaften in einer K.-o.-Runde aufeinander. Die acht verbliebenen zogen in die zweite Runde ein. Diese umfasste zwei Vierergruppen, wobei sich die Gruppenersten für das Finale qualifizierten. Im Endspiel, das am 3. Mai 1914 im Stade des Ponts-Jumeaux in Toulouse stattfand, trafen die beiden Halbfinalsieger aufeinander und spielten um den Bouclier de Brennus. Dabei setzte sich die AS Perpignan gegen Stadoceste Tarbais durch und errang zum ersten Mal den Meistertitel.
Während des Ersten Weltkriegs konnte keine Meisterschaft durchgeführt werden. Als Ersatz wurde der Coupe de l’Espérance ausgetragen.

## Erste Runde
| Datum         | Begegnung                          | Ergebnis |
| ------------- | ---------------------------------- | -------- |
| 22. Feb. 1914 | Aviron Bayonnais – Stade Rochelais | 28:0     |
| 22. Feb. 1914 | FC Lyon – FC Grenoble              | 00:10    |
| 22. Feb. 1914 | Le Havre AC – Stade Nantais        | 13:03    |
| 22. Feb. 1914 | USA Limoges – Stade Toulousain     | 00:14    |
| 22. Feb. 1914 | CA Périgueux – Stadoceste Tarbais  | 00:03    |
| 22. Feb. 1914 | AS Perpignan – RC Toulon           | 28:0     |
| 22. Feb. 1914 | RC Chalon – Racing Club de France  | 00:05    |
| 22. Feb. 1914 | Stade Bordelais – RC Compiègne     | 23:0     |

## Zweite Runde

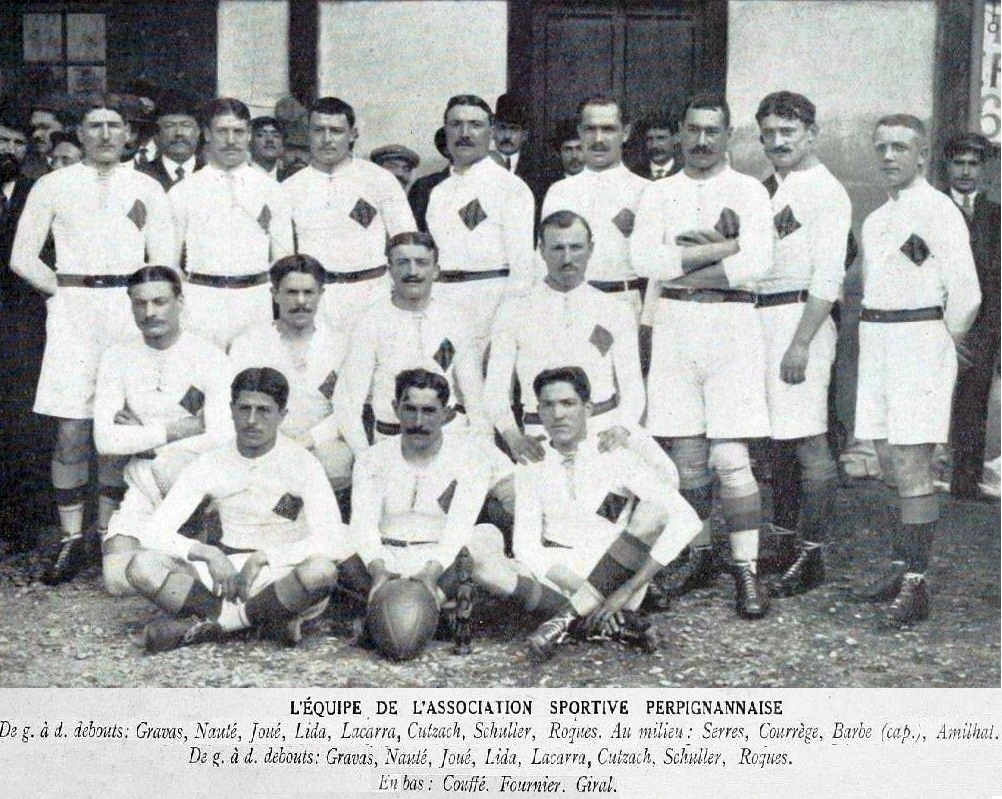
Die Meistermannschaft 1914

Gruppe A
|    | Team                  | Siege | Unent. | Ndlg. | Spiel- punkte | Diff. | Tabellen- punkte |
| -- | --------------------- | ----- | ------ | ----- | ------------- | ----- | ---------------- |
| 1. | Stadoceste Tarbais    | 3     | 0      | 0     | 23:0          | + 23  | 9                |
| 2. | Stade Bordelais       | 2     | 0      | 1     | 20:16         | + 4   | 7                |
| 3. | Racing Club de France | 1     | 0      | 2     | 30:14         | + 16  | 5                |
| 4. | FC Grenoble           | 0     | 0      | 3     | 8:51          | − 43  | 3                |

Gruppe B
|    | Team             | Siege | Unent. | Ndlg. | Spiel- punkte | Diff. | Tabellen- punkte |
| -- | ---------------- | ----- | ------ | ----- | ------------- | ----- | ---------------- |
| 1. | AS Perpignan     | 2     | 0      | 1     | 48:18         | + 30  | 7                |
| 2. | Stade Toulousain | 2     | 0      | 1     | 15:21         | − 6   | 7                |
| 3. | Aviron Bayonnais | 2     | 0      | 1     | 55:13         | + 42  | 7                |
| 4. | Le Havre AC      | 0     | 0      | 3     | 11:77         | − 66  | 3                |

## Finale
| 3. Mai 1914 | AS Perpignan                              | 8:7     | Stadoceste Tarbais                     | Stade des Ponts-Jumeaux, Toulouse Zuschauer: 15.000 Schiedsrichter: Charles Gondouin |
| 3. Mai 1914 | Versuche: Lyda Courrège Erhöhungen: Giral | Bericht | Versuche: Lastegaray Dropgoals: Gardex | Stade des Ponts-Jumeaux, Toulouse Zuschauer: 15.000 Schiedsrichter: Charles Gondouin |

Aufstellungen
AS Perpignan: Joseph Amilhat, Félix Barbe, Joseph Couffé, Max Courrège, André Cutzach, François Fournié, Aimé Giral, Maurice Gravas, Edouard Joué, Georges Lacarra, Joseph Lyda, François Naute, Jean Roques, Raymond Schuller, Paul Serre
Stadoceste Tarbais: Jean Caujolle, Albert Cazajous, René Duffour, Félix Faure, Paul Gallay, Amédée Gardex, Maurice Labeyrie, Robert Lacoste, Jean-Marcellin Lastegaray, Guillaume Laterrade, Roger Lavigne, Emile Mousseigne, Jean Pourtau, Jean Sentilles, Albert Vogt